# Chapelle Notre-Père de Buchenbach
La chapelle Notre-Père de Buchenbach est une chapelle privée catholique située à Buchenbach, dans l'arrondissement de Brisgau-Haute-Forêt-Noire, dans le Land allemand de Bade-Wurtemberg. Elle est édifiée en 1967-1968 selon une idée de l'éditeur Theophil Herder-Dorneich (de) et de sa femme Elisabeth née Herder, d'après les plans de l'architecte Werner Groh. Elle relève de la paroisse Saint-Blaise de Buchenbach.

## Description

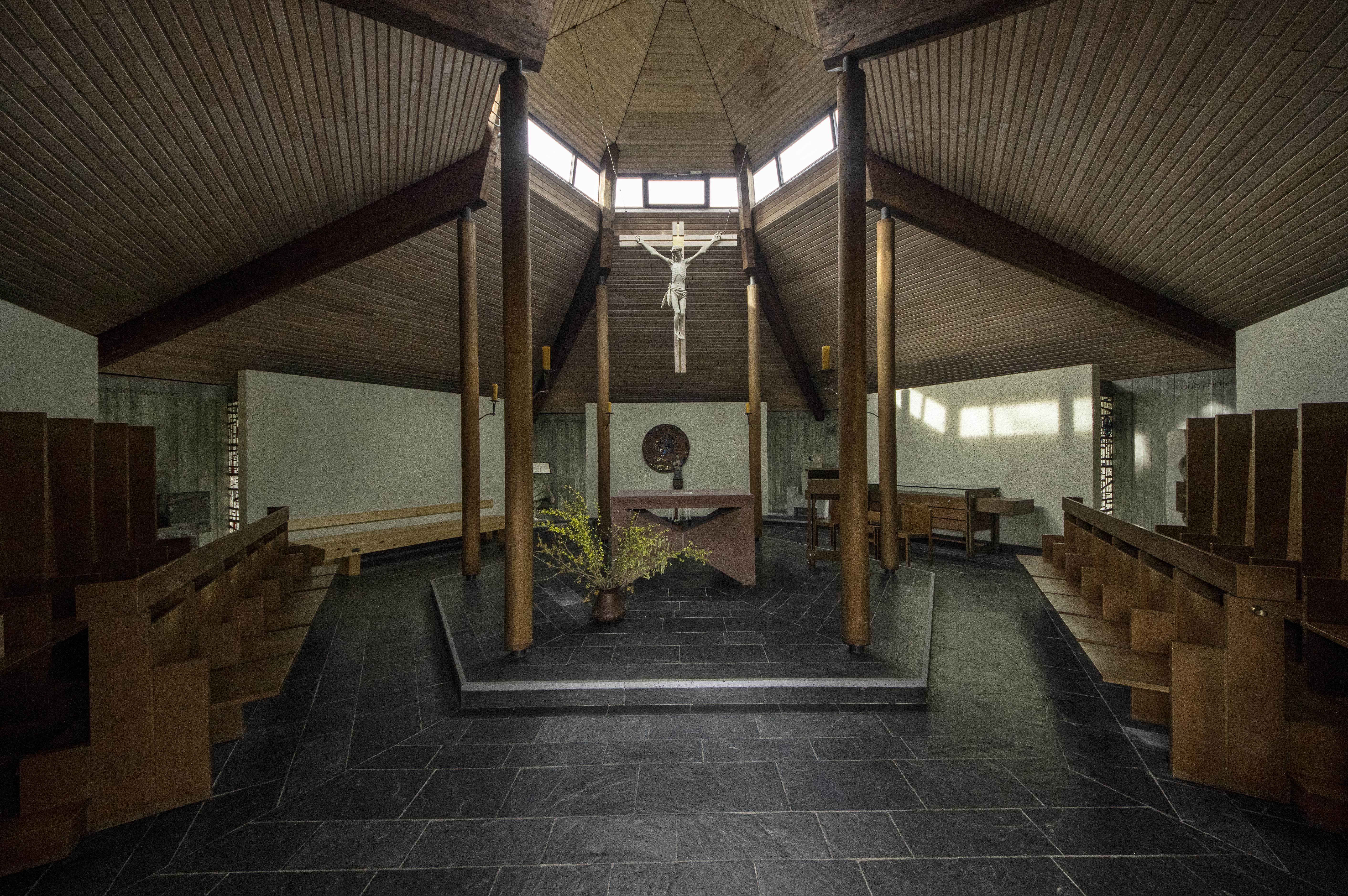
L'intérieur de la chapelle

L'architecture de la chapelle rappelle les sept prières du Notre Père, les six (ou sept) jours de la Création ainsi que les quatre éléments. De forme hexagonale, l'édifice possède un toit pyramidal plat surmonté en son centre d'une flèche hexagonale en forme de tour, dont le périmètre repose sur une fine fenêtre horizontale. À l'intérieur, l'autel situé sous la flèche vient parachever la septaine architecturale de l'édifice.
Les sculptures thématiques en pierre ont été réalisées par Helmut Lutz, tandis que les vitraux ont été conçus par Alfred Riedel (de). Le crucifix au-dessus de l'autel ainsi que la statue de la Vierge Marie ont été sculptés dans du bois. Un carré Sator est enchâssé dans le plancher.
Devant la chapelle se trouve un ensemble figuratif formé par une fontaine hexagonale et par la « boule céleste » (Himmelskugel) comportant des représentations des évangélistes et des signes du zodiaque.